# Carcelera
La carcelera es un palo flamenco, estilo musical de cante y baile español.
Se trata generalmente de un cante con copla de cuatro versos octosílabos. Al igual que el martinete, se considera una forma de la toná que dedicó sus letras a temas como la cárcel y los condenados a ella. Por ser una toná, se canta sin guitarra.